# Scrieri apocrife
Acest articol tratează despre conceptul general al literaturii apocrife. Pentru scrierile necanonice ale Bibliei, vezi Apocrife biblice.

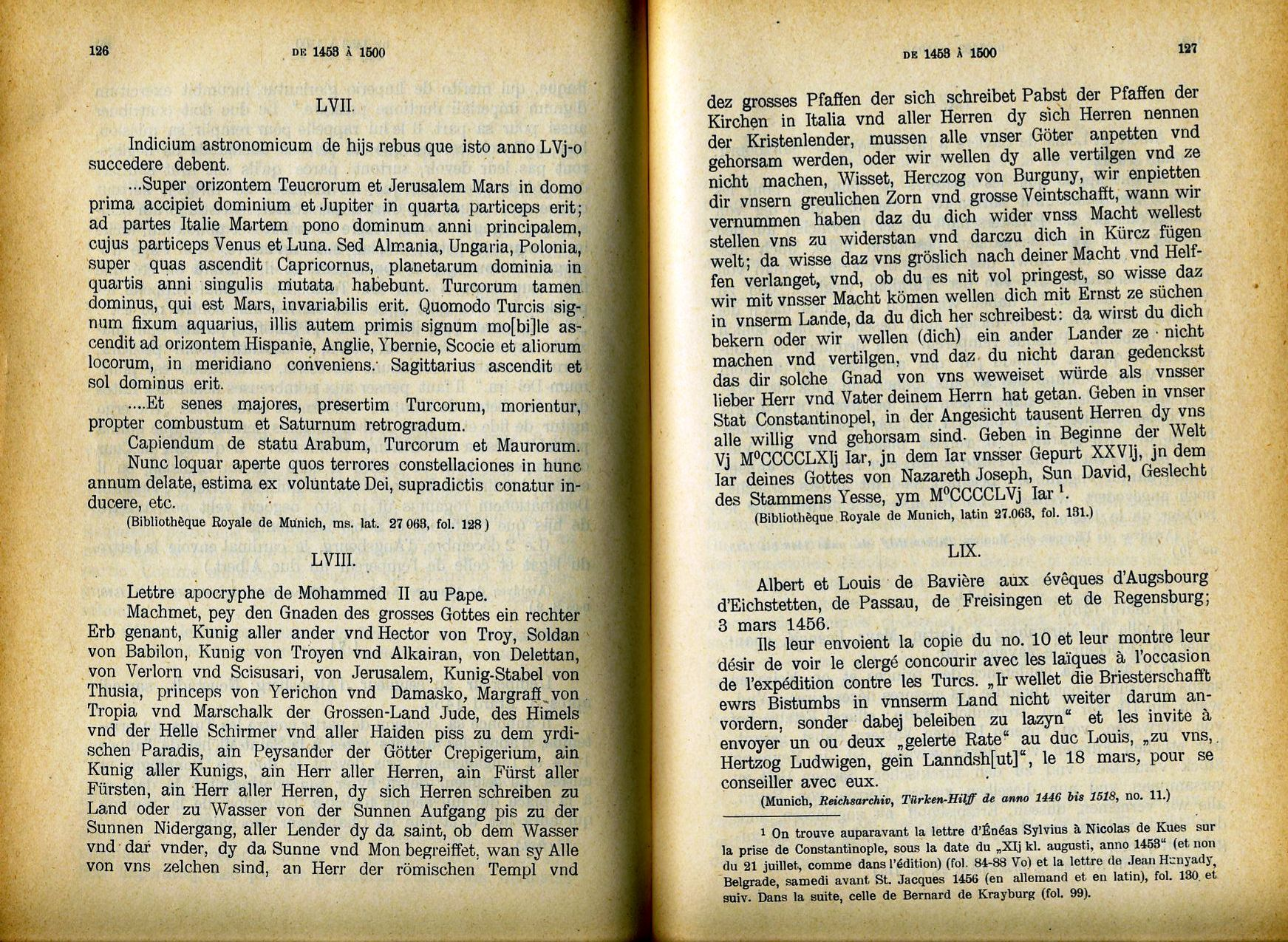
Scrisoare apocrifă a sultanului Mehmed al II-lea către papă („Notes et extraits pour servir à l’histoire des croisades au XVe siècle”) / publicată de Nicolae Iorga. Seria 4: 1453–1476, Paris; București, 1915, paginile 126–127.

Scrierile apocrife sunt lucrări, de obicei sub formă scrisă, realizate de autori necunoscuți sau de origine nesigură. Apocrifele biblice sunt o colecție de texte incluse în Vulgata latină și Septuaginta, dar nu și în Biblia ebraică. Deși tradiția catolică spune că unele dintre aceste texte sunt deuterocanonice, protestanții le consideră apocrife. Astfel, biblia protestantă nu include aceste cărți în Vechiul Testament, dar le-a inclus uneori într-o secțiune separată, numită, de regulă, Cărțile apocrife. Alte texte apocrife necanonice sunt denumite în general pseudo-epigrafe, termen care înseamnă „atribuire falsă”.
Cuvântul își are originea în adjectivul apocryphus din latina medievală și înseamnă, „secret” sau „necanonic“. La rândul lui, termenul latinesc vine din adjectivul grecesc ἀπόκρυφος (apokryphos), care înseamnă „obscur” și își are rădăcina în verbul ἀποκρύπτειν (apokryptein), care înseamnă „a se ascunde”.

## Introducere
Termenul "apocrife" apare în mod obișnuit în contextele religioase creștine referitoare la dezacordurile legate de canonicitatea biblică. Scrierile apocrife sunt o categorie de documente respinse de unii pe motiv că ar fi pseudo-epigrafe sau nedemne să fie numite Scripturi, deși, ca și în cazul altor scrieri, se pot face referiri la ele pentru informații utile, ca în cazul Cărții pierdute a lui Jasher. În timp ce scrierile acceptate acum de creștini ca Scripturi au fost recunoscute ca atare încă de la început de mulți credincioși, alcătuirea unui canon uniform, acceptat la nivel general, a fost un proces de secole, iar sensul termenului „canon” (precum și a celui de „apocrife”) s-a dezvoltat foarte mult de-a lungul timpului. Procesul a început atunci când credincioșii au recunoscut aceste scrieri ca fiind inspirate de Dumnezeu, din surse cunoscute sau cu un grad mare de credibilitate, și a continuat cu afirmarea oficială a ceea ce fusese stabilit în mare parte prin studiul și dezbaterea scrierilor. Biserica Catolică a venit cu prima definiție dogmatică a întregului său canon în 1546, punând capăt îndoielilor și dezacordurilor cu privire la statutul scrierilor apocrife. Liderul Reformei Protestante, Martin Luther, la fel ca și părintele Bisericii Catolice Ieronim (și alți câțiva), a favorizat canonul masoretic pentru Vechiul Testament, excluzând cărțile apocrife din canonul facultativ al versiunii sale biblice, pentru că le considera nedemne de a fi numite Scripturi, dar a inclus majoritatea scrierilor într-o secțiune separată, după cum menționează Ieronim. Luther nu a inclus cărțile deuterocanonice în Vechiul Testament din Biblia sa, numindu-le „apocrife, adică cărți care nu sunt considerate egale cu Sfintele Scripturi, dar sunt utile și bune de citit”.
Biserica Ortodoxă Răsăriteană acceptă încă alte câteva cărți pe lângă cele care apar în canonul catolic.

## Exemple

### Scrierile și obiectele ezoterice
Termenul de „apocrife” (ἀπόκρυφος) a fost folosit la început pentru scrierile care aveau un statut secret deoarece conțineau informații confidențiale considerate prea mistice sau prea sacre pentru a fi descoperite altor persoane în afara celor inițiate. De pildă, discipolii cultului Gnostic Prodicus susțineau că dețin cărțile secrete (ἀπόκρυφα) ale lui Zoroaster. În general, termenul s-a bucurat de o mare apreciere din partea Gnosticilor (vezi Faptele lui Toma, pp. 10, 27, 44).
Sinologul Anna Seidel numește „apocrife” textele și chiar obiectele realizate de înțelepții antici chinezi, studiindu-le utilizările din perioada a șase dinastii chineze (între 220–589 d.Hr.). Aceste artefacte au fost folosite ca simboluri care legitimează și garantează mandatul ceresc al împăratului. Printre acestea se numără talismane, diagrame, scrieri, plăcuțe și registre. Primele obiecte găsite au fost pietre, piese din jad, vase de bronz și arme, dar s-au adăugat apoi talismane și ilustrații considerate a avea funcții magice. Ele datează de la începutul epocii chinezești numită Zhou (1066 - 256 î.Hr.), însă valoarea lor a fost depășită de textele dinastiei Han (206 î.Hr. până la 220 d.Hr.). Majoritatea acestor texte au fost distruse pentru că împărații, în special în timpul dinastiei Han, au adunat aceste obiecte, au interzis deținerea lor și le-au ars aproape pe toate pentru a nu cădea în mâinile rivalilor politici. Acțiunea se potrivește prin urmare cu sensul rădăcinii grecești a cuvântului, pentru că aceste texte au fost cu siguranță ascunse pentru a-l proteja pe împărat de provocările aduse statutului său de ales al cerului ca suveran.

### Scrieri cu valoare contestabilă
Termenul de „apocrife” a fost folosit și pentru scrierile care erau ținute ascunse nu din cauza caracterului lor sacru, ci din cauza valorii lor îndoielnice pentru biserică. Mulți cunoscători ai Bibliei din tradițiile protestante citează pasajul din Apocalipsă din capitolul 22, versetele 18–19 ca fiind un potențial blestem pentru cei care atribuie orice autoritate canonică scrierilor extra-biblice precum apocrifele. Cu toate acestea, o interpretare literală ar indica faptul că acest pasaj a fost destinat doar pentru Cartea Apocalipsei. În Cartea Apocalipsei cap.22, versetele 18-19 (din Biblia King James) se spune: „Căci mărturisesc fiecărui om care ascultă cuvintele proorociei acestei cărți: De va mai adăuga cineva la ele, Dumnezeu va trimite asupra lui pedepsele ce sunt scrise în cartea aceasta; iar de va scoate cineva din cuvintele cărții acestei proorocii, Dumnezeu își va scoate partea Lui din cartea vieții și din cetatea sfântă și din cele scrise în această carte." În contextul Apocalipsei, carte ce prezice faptele îngrozitoare ce vor fi făcute de oameni, acest pasaj înseamnă că Dumnezeu îi va dezlipi de frumusețile lumii acesteia („din lucrurile scrise în această carte”) și că vor fi izgoniți din cer („din cartea vieții”). Unul dintre primii comentatori ai Scripturilor, Origen, în Comentariile sale la Matei, face distincție între scrierile citite în biserici și scrierile apocrife: γραφὴ μὴ φερομένη μέν ἒν τοῖς κοινοῖς καὶ δεδημοσιευμένοις βιβλίοις εἰκὸς δ' ὅτι ἒν ἀποκρύφοις φερομένη (scrierile care nu se găsesc în cărțile obișnuite, publicate, dar se găsesc în cele secrete). Înțelesul lui αποκρυφος este practic echivalent cu „exclus din utilizarea publică a bisericii” și deschide calea pentru o utilizare și mai puțin favorabilă a cuvântului.

### Scrieri nelegitime
În uzul general, cuvântul „apocrifă” avea sensul de „fals, nelegitim, rău sau eretic”. Această semnificație apare și în prologul lui Origen în comentariul său la cartea Cântarea cântărilor, din care a rămas doar traducerea latină : De scripturis his, quae appellantur apocriphae, pro eo quod multa in iis corrupta et contra fidem veram inveniuntur a maioribus tradita non placuit iis dari locum nec admitti ad auctoritatem.. „În ceea ce privește aceste scripturi, care sunt numite apocrife pentru că multe informații pe care le conțin sunt false și împotriva adevăratei credințe transmise prin înțelepți, nu se va accepta să li se dea un loc în rândul scrierilor sacre sau să fie admise de vreo autoritate canonică”.

### Alte denumiri
Alte utilizări ale termenului apocrife s-au dezvoltat de-a lungul istoriei creștinismului occidental. Decretul Gelasian (considerat acum la nivel general ca fiind lucrarea unui cărturar anonim din perioada 519–553) consideră apocrife anumite lucrări cu teme religioase ale părinților bisericii Eusebiu, Tertulian și Clement al Alexandriei. Fericitul Augustin a definit cuvântul „apocrife” ca „obscuritate a originii”, ceea ce înseamnă că orice carte a unui autor necunoscut sau cu origine discutabilă este considerată apocrifă. Pe de altă parte, Ieronim (în Protogus Galeatus) a declarat că toate cărțile din afara canonului ebraic sunt apocrife. Totuși, în practică, Ieronim a tratat unele cărți din afara canonului ebraic ca și cum ar fi canonice, și în consecință, Biserica occidentală nu a acceptat definiția apocrifelor dată de el, păstrând sensul anterior al cuvântului (vezi: Deuterocanonul). Drept urmare, mai multe autorități bisericești au înscris diverse cărți în categoria apocrifelor, considerându-le mai mult sau mai puțin importante.
Origen (care a afirmat că „cărțile canonice, așa cum le avem de la evrei, sunt douăzeci și două”), Clement și alții au numit unele cărți apocrife „Scripturi”, „Sfinte Scripturi”, „inspirate” și alte denumiri de acest fel. Pe de altă parte, profesorii din domeniu care aveau legături cu Palestina și cunoșteau canonul ebraic, au exclus din canon toate părțile din Vechiul Testament care nu apar și în canonul ebraic. Această viziune este reflectată în canonul episcopului Melito de Sardis și în prefețele și scrierile lui Ieronim. O a treia părere era că apocrifele nu erau la fel de valoroase ca scrierile canonice ale colecției ebraice, dar erau utile pentru învățăturile lor morale, putând fi folosite ca texte introductive pentru noii convertiți din păgânism și citite în timpul adunărilor credincioșilor. Acestea au fost numite lucrări „ ecleziastice ” de către Rufin.
Cele trei opinii referitoare la cărțile apocrife au fost considerate cele mai importante până la Reforma protestantă, când ideea despre ceea ce ar putea să intre în canon a devenit o preocupare principală pentru romano-catolici și protestanți. În 1546, Consiliul Catolic de la Trento a reconfirmat canonul lui Augustin ce datează din secolele II-III, declarând că „Este anatema cel care nu primește aceste cărți întregi, cu toate părțile lor, așa cum s-au citit de obicei în Biserica Catolică și așa cum apar în edițiile vechi ale Vulgatei latine, cu statutul de sacre și canonice”. Toate cărțile la care se face referire, cu excepția a 1 Ezdra și 2 Ezdra și a Rugăciunii regelui Manase au fost declarate canonice la Trento. Pe de altă parte, protestanții aveau la început opinii diferite despre cărțile deuterocanonice. Unii le considerau de inspirație divină, iar alții le-au respins, considerându-le necanonice. Poziția anglicanilor era undeva între părerea Bisericii Catolice și a Bisericilor protestante; au păstrat deci scrierile ca pe lecturi intertestamentare creștine, ca pe o parte a Bibliei, dar au afirmat că nici o doctrină nu ar trebui să se bazeze pe conținutul lor. John Wycliffe, un umanist creștin din secolul al XIV-lea, a declarat în traducerea sa biblică că „orice carte din Vechiul Testament, în afară de aceste douăzeci și cinci, va fi așezată în rândul apocrifelor, adică a cărților fără autoritate sau credibilitate”. Cu toate acestea, traducerea sa din Biblie a inclus apocrifele și Epistola către laodiceni.
Martin Luther nu a introdus cărțile apocrife în rândul Scripturilor, dar în ambele traduceri ale Bibliei în limba germană (1534), apocrifele sunt publicate într-o secțiune separată de celelalte cărți, chiar dacă lista nu coincide cu cea a Bisericii anglicane. În unele ediții (cum ar fi Westminster), cititorii au fost avertizați că aceste cărți nu trebuie „să fie aprobate sau folosite altfel decât orice altă scriere laică”. În alte locuri a fost exprimată o viziune mai rezervată, de exemplu în „argumentul” introductiv la Biblia de la Geneva și în cel de-al Șaselea Articol al Bisericii Angliei, unde se spune că apocrifele sunt „celelalte cărți pe care biserica le citește pentru exemplele lor de moralitate și pentru educarea bunei purtări", dar nu pentru a stabili doctrina Bisericii. Pentru anumiți protestanți, termenul de apocrifă a început să capete sensuri diferite și chiar alterate: nu doar de autenticitate contestabilă, ci având un conținut nelegitim sau fals, nu doar obscur, ci având scopuri ascunse sau suspecte. Protestanții nu s-au pus de acord (nici până astăzi) cu privire la adoptarea acestor sensuri. Nici Biserica Angliei nu a reușit să ajungă la un punct comun legat de statutul acestor scrieri, iar această situație este prezentă și astăzi în biserica luterană, în comunitățile anglicane din toată lumea și în multe alte confesiuni. Indiferent de sensul care i s-ar putea atribui, termenul apocrife a fost (și este) folosit în primul rând de protestanți pentru a denumi cărțile cu statut canonic contestabil. Catolicii și ortodocșii evită uneori să folosească termenul în contexte în care ar putea fi contestat sau interpretat greșit, ca denumind scrieri foarte apropiate de cele canonice. Astfel, întâlnim un respect deosebit pentru cărțile apocrife în special la protestanți, reflectat în denumirile folosite de ei. Majoritatea Bibliilor protestante care includ cărți apocrife le vor muta într-o secțiune separată (mai degrabă un fel de apendice), pentru a nu le amesteca cu cărțile canonice.
Perspectiva Bisericii Ortodoxe Anglicane : 
Pe de altă parte, comunitatea anglicană empatizează cu punctul de vedere al protestanților, considerând că scrierile apocrife reprezintă o parte din Biblie și că trebuie citite cu respect de membrii ei. De fapt, două dintre imnele folosite în Cartea de rugăciuni americană pentru săvârșirea slujbelor din rugăciunea de dimineață, și anume Benedictus es și Benedicite sunt preluate din textele apocrife. De asemenea, unul dintre îndemnurile rostite în timpul slujbei vine dintr-o carte apocrifă (Tobit 4, 8-9). Anumite învățături din scrierile apocrife sunt citite regulat în timpul slujbelor zilnice, precum și în cele de duminică și la rugăciunile de dimineață și de seară. Sunt, în total, 111 astfel de predici, așa cum vedem în ultima ediție a Lecționarului american cu rugăciunile de peste an (cărțile folosite sunt: 2 Ezdra, Cartea lui Tobit, Cartea Înțelepciunii lui Solomon, Ecclesiastul, Cartea lui Baruh, Cântarea celor trei tineri și 1 Macabei). Poziția Bisericii anglicane este redată cel mai bine în Articolul al șaseșea din cele Treizeci și nouă: „În numele Sfintei Scripturi, înțelegem că există cărțile canonice ale Vechiului și Noului Testament, a căror autoritate canonică nu a fost pusă la îndoială niciodată de Biserică... În privința celorlalte cărți (după cum a spus Sfântul Ieronim), acestea sunt citite de Biserică pentru exemplele lor de moralitate și pentru educarea bunei purtări, însă nu sunt folosite pentru a stabili vreo doctrină.”
Cu puține excepții, canonul protestant cu cele 66 de cărți pe care le conține (conform clasificării făcute în cadrul Confesiunii de la Westminster din 1646) a fost stabilit timp de mai multe secole, iar astăzi mulți contestă canonicitatea scrierilor apocrife folosind diverse argumente.

### Utilizarea metaforică
Adjectivul apocryphal este folosit de regulă în engleza modernă pentru a face referire la orice text sau poveste cu veridicitate sau autoritate îndoielnică, dar care poate conține un adevăr moral. Dacă ne gândim la sensul metaforic mai extins, atunci cuvântul sugerează o afirmație care intră în sfera folclorului, poveștilor sau legendei urbane.

## Texte considerate apocrife

### Iudaismul
Deși evreii ortodocși cred în canonicitatea exclusivă a celor 24 de cărți din Tanah (Biblia ebraică), ei îi atribuie autoritate și Torei Orale, despre care spun că a fost transmisă de Moise. Saducheii-spre deosebire de farisei-par să fi menținut canonicitatea unui număr mai mic de texte din perioada primară, la fel ca samaritenii, preferând să păstreze doar ceea ce a fost scris în Legea lui Moise (ceea ce face ca cea mai mare parte a scrierilor din canonul acceptat în prezent de creștini și evrei să fie considerat de ei apocrife). Se spune că anumite grupări religioase din cadrul iudaismului, precum esenienii din Iudeea sau secta Therapeutae din Egipt au o literatură secretă (vezi Manuscrisele de la Marea Moartă). Unele popoare au păstrat tradiții diferite referitoare la introducerea scrierilor în canon. Evreii etiopieni, de exemplu, par să fi păstrat un set de texte canonice similare cu cele ale creștinilor ortodocși etiopieni, conform Encyclopaedia Judaica, Vol. 6, p. 1147.

### Statutul scrierilor intertestamentare
În timpul nașterii creștinismului, în iudaism existau multe texte evreiești de origine elenistică utilizate frecvent de creștini. Catolicii au introdus mai multe dintre aceste cărți în canonul Bibliei creștine, numindu-le „apocrife” sau „cărțile ascunse” ale Bibliei. Părinții bisericii au recunoscut adesea importanța acestor cărți pentru apariția creștinismului apostolic, dar natura divină și valoarea lor au fost contestate în continuare. În secolul al XVI-lea, în timpul Reformei protestante, unele autorități bisericești au început să folosească termenul deuterocanonic pentru a se referi la colecția de cărți tradiționale intertestamentare ca scrieri ale „celui de-al doilea canon”. Aceste cărți sunt adesea văzute ca „intertestamentare” pentru că citirea lor ajută la explicarea tranzițiilor teologice și culturale care au avut loc între Vechiul și Noul Testament. Sunt numite „intertestamentare” și de grupurile religioase care nu recunosc iudaismul elenistic ca aparținând nici testamentelor „evreiești”, nici celor „creștine”.
Colecțiile de cărți apocrife, deuterocanonice sau intertestamentare ale Bibliei, ce variază puțin de la o confesiune la alta, fac parte din canoanele Bisericii Romano-Catolice, din cele ale Bisericii ortodoxe orientale și din cele ale bisericilor vechi orientale (cf. Dezvoltarea canonului Vechiului Testament). Cărțile deuterocanonice sau intertestamentare ale Bisericii Catolice includ 1 și 2 Ezdra, Cartea lui Tobit, Cartea Iuditei, Adaosuri la cartea Esterei, Cartea înțelepciunii lui Solomon, Eclesiastul, Cartea lui Baruh, Epistola lui Ieremia, Rugăciunea lui Azaria, Susana, Bel și Dragonul, Rugăciunea regelui Manase și 1-2 Macabei.
Cartea lui Enoh este inclusă în canonul biblic al bisericilor ortodoxe orientale din Etiopia și Eritreea. Epistola lui Iuda citează Cartea lui Enoh, iar unii cred că această carte e folosită și în cele patru Evanghelii, precum și în Întâia epistolă a lui Petru. Cartea lui Enoh a fost considerată autentică și credibilă de scriitorul Epistolei lui Barnaba, de Irineu de Lyon, Tertulian, Clement al Alexandriei și de o mare parte a părinților bisericii primare. În Epistolele Sfântului Apostol Pavel și în Evanghelii apar influențe și din Cartea Jubileilor, care face parte din canonul etiopian, precum și din Adormirea lui Moise și Testamentul celor Doisprezece Patriarhi, care nu sunt incluse în nici un canon biblic.
Validitatea canonică a cărților intertestamentare a fost pusă la îndoială în secolul al XVI-lea de protestanți. Îndepărtarea din Biblie a cărților deuterocanonice nu s-a întâmplat imediat ca rezultat al Reformei, ci a avut loc în mai multe etape de-a lungul timpului. De fapt, cărțile apocrife au fost traduse ca parte a versiunii King James a Bibliei. În cele din urmă, acestea au fost înlăturate de protestanți în perioada anilor 1800, unii fiind împotriva includerii lor din motive teologice, iar alții invocând costurile publicării lor ca un factor major în scoaterea din canon. În zilele noastre este posibil să găsești biblii protestante care includ scrierile apocrife. Statutul cărților deuterocanonice rămâne însă neschimbat în creștinismul catolic și ortodox.

### Statutul apocrifelor în creștinism

#### Disputele asupra canonicității
Statutul real al cărților pe care Biserica Catolică le numește deuterocanonice (al doilea canon) și protestantismul -apocrife- a fost o problemă de dezacord care a precedat Reforma protestantă. Mulți cred că traducerea evreiască a Sfintei Scripturi din epoca pre-creștină, cunoscută sub numele de Septuaginta (o traducere greacă a Scripturilor ebraice, ale cărei scrieri au fost puse laolaltă în jurul anului 280 î.Hr.) includea la început mult-contestatele texte apocrife, menționându-se vag diferența dintre ele și restul Vechiului Testament. Alții susțin că Septuaginta din primul secol nu conținea aceste cărți, dar au fost adăugate mai târziu de creștini. Cele mai vechi manuscrise ale Septuagintei datează din secolul al patrulea și conțin cărți apocrife diferite, iar unele manuscrise conțin și cărți numite pseudo-epigrafe, din care au citat unii scriitori din secolele al doilea și următoare, numindu-le Scripturi.
Deși unii învățați au ajuns la concluzia că statutul canonic al scrierilor evreiești a fost stabilit încă din timpul dinastiei Hasmoneilor, se consideră, în general, că finalizarea canonului nu s-a realizat până în jurul anului 100 d.Hr. sau ceva mai târziu. În acel moment luarea în considerare a textelor grecești și acceptarea de către creștini a Septuagintei au fost de importanță majoră pentru respingerea unor texte din canon. Unele scrieri nu au fost acceptate de către evrei ca parte a canonului biblic ebraic, iar apocrifele nu fac parte din canonul evreiesc istoric.
Părinții bisericii primare, printre care Atanasie, Melito, Origen și Chiril al Ierusalimului au fost împotriva acceptării canonicității a mare parte sau chiar a tuturor scrierilor apocrife dar opoziția cea mai puternică a venit din partea cărturarului catolic din secolul al IV-lea Ieronim, care a preferat canonul ebraic, în timp ce Augustin și alții au preferat canonul mai extins (cel grecesc), ambele direcții având adepți în generațiile următoare. Enciclopedia Catolică afirmă în legătură cu situația din Evul Mediu: 
„În Biserica Latină, în tot Evul Mediu (din secolul al V-lea până în secolul al XV-lea) se găsesc afirmații în care se poate remarca ezitarea cu privire la statutul scrierilor deuterocanonice. Unii le consideră valabile, alții le contestă autoritatea și sacralitatea, în timp ce mai mulți scriitori pendulează între cele două puncte de vedere. Avântul lor pentru cinstirea acestor cărți este înfrânat de nedumerirea referitoare la poziția lor exactă, iar printre aceștia îl remarcăm pe Sfântul Toma de Aquino. Sunt puțini cei care le recunosc fără echivoc canonicitatea ”. Atitudinea predominantă a autorilor medievali occidentali legată de textele apocrife este în mare parte conformă cu cea a Părinților greci.
Canonul creștin extins, stabilit de Fericitul Augustin, a devenit canonul consacrat în Biserica de Vest după ce a fost aprobat pentru utilizare în Scrisoarea Pascală a lui Atanasie (circa 372 d.Hr.), apoi la Sinodul Romei (în 382 d.Hr., deși partea din Decretul Gelasian este considerată a fi o adăugare mult mai târzie) și la consiliile locale din Cartagina și Hipona din Africa de nord (în 391 și 393 d.Hr.). Atanasie a numit canonice toate cărțile din Biblia ebraică, inclusiv Cartea lui Baruh, dar a exclus Cartea Esterei. El a adăugat că „există anumite cărți despre care Părinții au spus că trebuie citite catehumenilor pentru îndreptare și instruire; acestea sunt Cartea Înțelepciunii lui Solomon, Cartea înțelepciunii lui Isus, fiul lui Sirah (Ecclestiastul), Cartea Esterei, Cartea Iuditei, Cartea lui Tobit, Didahia sau Învățătura celor doisprezece Apostoli și Păstorul lui Herma. Toate celelalte sunt apocrife și invențiile ereticilor (Epistola festivă pentru anul 367)”.
Totuși, niciuna dintre aceste definiții nu a fost incontestabilă, iar îndoielile și dezacordurile cărturarilor referitoare la natura apocrifelor au continuat timp de secole, chiar și la Conciliul Tridentin, care a oferit prima definiție infailibilă a canonului catolic în anul 1546. Acest canon a fost folosit aproape uniform timp de 1.000 de ani de către majoritatea creștinilor, chiar și după schisma din secolul al XI-lea, care a împărțit Biserica în cele două ramuri: Biserica Romano-Catolică și Biserica Ortodoxă Răsăriteană.
În secolul al XVI-lea, protestanții reformați au contestat canonicitatea cărților și a fragmentelor de cărți din Septuaginta care nu au fost păstrate și în Textul Masoretic. Ca răspuns la această provocare, după moartea lui Martin Luther (8 februarie 1546) Consiliul ecumenic Tridentin a declarat oficial („infailibil”) în aprilie 1546 că aceste cărți (numite „deuterocanonice” de către catolici) fac parte din canon. Deși protestanții reformați au scos din canon părțile care nu făceau parte din Biblia ebraică, ei au inclus totuși cele patru cărți ale Noului Testament pe care Luther le păstrase cu statutul de canonicitate îndoielnică, precum și textele apocrife din canonul său facultativ (deși majoritatea erau incluse într-o secțiune separată din Biblia sa, după cum apare în unele ediții ale Bibliei King James de până la 1947). Prin urmare, protestanții au întocmit o carte cu 66 de canoane, dintre care 39 bazate pe vechiul canon ebraic, împreună cu cele 27 de cărți tradiționale ale Noului Testament. De asemenea, au respins denumirea catolică „deuterocanonice” pentru aceste scrieri, preferând să utilizeze termenul „apocrife”, folosit deja și pentru alte scrieri contestate din perioada primară. Pe de altă parte, în zilele noastre, diverși reformatori susțin că acele cărți conțin erori dogmatice sau alte greșeli și, din acest motiv (pe lângă altele), nu ar fi trebuit să fie adăugate în canon. Diferențele dintre canoane pot fi observate în canonul biblic și în istoria dezvoltării canonului biblic creștin.
Din cauza diferențelor de perspectivă față de Biserica Romano-Catolică, este dificil de explicat alcătuirea canonului Bisericii Ortodoxe Răsăritene. Aceste diferențe (legate de autoritatea jurisdicțională) au contribuit la separarea romano-catolicilor de ortodocși în jurul anului 1054, dar canonul ce va fi stabilit definitiv la Trent a fost în mare parte finalizat până în secolul al V-lea, cu toate că nu era acceptat la nivel general cu șase cu secole înainte de momentul separării. Creștinilor răsăriteni le-a luat o bună parte din secolul al V-lea să ajungă la o înțelegere, dar în cele din urmă s-au pus de acord. Cărțile stabilite astfel de biserica unită (dinainte de schisma din 1054) au devenit canonul predominant pentru ceea ce urma să devină canonul romano-catolic, respectiv canonul ortodox răsăritean. Bisericile răsăritene se diferențiau deja de Occident prin faptul că nu țineau cont de toate problemele nerezolvate ale canonului și prin adăugarea ulterioară a altor cărți în Vechiul Testament. De asemenea, au luat în considerare unele cărți a căror canonicitate era incertă, ceea ce a dus la acceptarea lor doar de unele jurisdicții bisericești. Acesta este motivul pentru care mai există și astăzi câteva diferențe de canon între ortodocși, însă toți acceptă câteva cărți în plus față de cele care intră în canonul catolic. Psalmii lui Solomon, 3 Macabei, 4 Macabei, Epistola lui Ieremia, Odele, Rugăciunea regelui Manase și Psalmul 151 sunt incluse în unele copii ale Septuagintei, unele dintre ele fiind considerate canonice de către ortodocșii din Răsărit și de către alte biserici. Protestanții nu acceptă nici una dintre aceste cărți suplimentare în canon, dar consideră că au cam același statut ca și celelalte apocrife.

#### Apocrifele din Noul Testament
Apocrifele Noului Testament - cărți similare celor din Noul Testament, dar aproape universal respinse de catolici, ortodocși și protestanți - includ mai multe evanghelii și fapte ale apostolilor. Unele au fost scrise de creștinii evrei din perioada primară (vezi Evanghelia după evrei), iar altele au fost realizate de autori gnostici sau de membri ai altor grupuri numite mai târziu heterodoxe. Multe texte considerate pierdute de secole întregi au fost descoperite în secolele al XIX-lea și al XX-lea, ducând la speculații îndrăznețe din partea cunoscătorilor doctrinelor religioase despre importanța lor în creștinismul primar, în timp ce altele au supraviețuit în unele scrieri doar sub formă de citate; în cazul altor texte nu se cunoaște decât titlul. Oamenii de cultură și teologii au apelat la apocrifele Noului Testament pentru chestiuni precum numele lui Dismas și Gestas și pentru detalii despre cei trei Magi de la Răsărit. Prima mențiune explicită despre pururea-fecioria Maicii Domnului se găsește în Evanghelia pseudo- epigrafică după Iacob.
Înainte de secolul al V-lea, scrierile creștine despre care se discuta pentru includerea în canon, dar nu fuseseră încă acceptate, au fost puse într-o colecție cunoscută sub numele de antilegomene antice. Toate aceste scrieri „candidau” pentru includerea în Noul Testament și conțineau mai multe cărți care au fost acceptate în cele din urmă, precum: Epistola către Evrei, A doua epistolă sobornicească a Sfântului Apostol Petru, A treia epistolă sobornicească a Sfântului Apostol Ioan și Apocalipsa lui Ioan (Cartea Apocalipsei). Niciuna dintre aceste cărți nu mai poate fi considerată apocrifă, deoarece întreaga creștinătate le recunoaște acum canonicitatea. Dintre cărțile necanonice, unele au fost considerate eretice de Biserica primară, însă altele au fost privite într-o lumină favorabilă. În sensul mai larg, unii creștini ar putea considera „apocrife” acele cărți care nu conțin erezii, după cum considera și Martin Luther, spunând că sunt necanonice, dar bune de citit. Această colecție numită uneori Părinții Apostolici include cărți precum Epistola lui Barnaba, Didahia și Păstorul lui Herma. Tradiția gnostică a fost și ea o sursă bogată în evanghelii apocrife. În timp ce aceste scrieri au împrumutat din iudaism caracterul poetic caracteristic literaturii apocaliptice, sectele gnostice au insistat în special pe interpretări alegorice bazate pe o tradiție apostolică secretă. Datorită lor, aceste cărți apocrife erau foarte apreciate. O carte apocrifă cunoscută a gnosticilor este Evanghelia după Toma, singurul text complet care a fost găsit în orașul egiptean Nag Hammadi în 1945. Și Evanghelia lui Iuda, o scriere gnostică, a primit multă atenție din partea mass-mediei atunci când textele ei au fost puse cap la cap, în 2006.
Romano-catolicii, creștinii ortodocși și protestanții sunt, în general, de acord cu prezentul canon al Noului Testament (vezi Dezvoltarea canonului Noului Testament). Ortodocșii etiopieni însă, au inclus în trecut și Epistolele lui Clement și Păstorul lui Herma în canonul lor nou testamentar.

#### Lista celor șaizeci de cărți ale Bibliei
„Lista celor șaizeci”, ce datează din jurul secolului al VII-lea, conține cele șaizeci de cărți ale Bibliei. Autorul necunoscut enumeră și câteva cărți apocrife care nu sunt incluse printre cele șaizeci. Aceste cărți sunt:
- Cartea lui Adam și a Evei
- Cartea lui Enoh
- Mica Geneză
- Cei doisprezece Patriarhi
- Rugăciunea lui Iosif
- Eldad și Medad
- Testamentul lui Moise
- Apocalipsa lui Moise
- Psalmii lui Solomon
- Apocalipsa lui Ilie
- Înălțarea lui Isaia
- Apocalipsa lui Zefania
- Apocalipsa lui Zaharia
- Apocalipsa lui Ezdra
- Protoevanghelia lui Iacov
- Apocalipsa lui Petru
- Viața și învățăturile Apostolilor
- Epistola lui Barnaba
- Faptele lui Pavel
- Apocalipsa lui Pavel
- Didascalia lui Clement
- Didascalia lui Ignatie
- Didascalia lui Policarp
- Evanghelia după Barnaba[a]
- Evanghelia lui Pseudo-Matei[b]

### Scrieri apocrife în confucianism și taoism
Textele profetice numite Ch'an-wei (zh: 讖 緯) au fost scrise de către preoții taoiști din dinastia Han (din 206 î.Hr. până în 220 d.Hr.) pentru a legitima, dar în același timp pentru a limita puterea imperială. Aceste texte vorbesc despre obiectele prețioase ce făceau parte din comorile regale din epoca Zhou (1066 - 256 î.Hr.). Ieșind din perioada războiului (476–221 î.Hr.), marcată de instabilitate, înțelepții antici chinezi au văzut în regula centralizată a epocii un model pe care să-l urmeze noul imperiu al dinastiei Han. Rezultă de aici că Ch'an-wei sunt texte scrise de acești învățați nu doar pentru a înregistra istoria, ci și pentru a da autoritate conducerii imperiale din momentul respectiv. Fragmentele constau în povești despre textele și obiectele oferite de către Cer Împăraților, cuprinzând cuvintele unor regi antici plini de înțelepciune (așa au fost numiți împărații din epoca Zhou până după aproximativ 500 de ani de încheierea domniei). Efectul urmărit era confirmarea mandatului ceresc al împăratului dinastiei Han prin continuitatea oferită de posesia talismanelor sacre. Din cauza faptului că aceste însemnări istorice au fost influențate puternic de politică, este dificil de identificat originile exacte ale obiectelor. Ceea ce se știe este că textele au fost scrise, cel mai probabil, de o clasă de experți numită fangshi. Aceștia erau nobili care nu făceau parte din administrația de stat; erau considerați specialiști sau ocultiști (de exemplu prezicători, astrologi, alchimiști sau vindecători). Se consideră că din această categorie de învățați au apărut primii preoți taoiști. Seidel subliniază totuși că lipsa surselor referitoare la formarea taoismului face neclară legătura dintre textele apocrife și credințele taoiste.

### Scrieri apocrife în budism
Scrierile apocrife numite Poveștila Jataka ale canonului budist Pali, cum ar fi cele din colecția Paññāsajātaka, au fost adaptate pentru a se potrivi culturii locale în anumite țări din Asia de Sud-Est, fiind redate cu unele modificări pentru a reflecta mai bine principiile morale budiste.
În cadrul tradiției Pali, poveștile apocrife Jataka scrise mai târziu (unele chiar în secolul al XIX-lea) sunt considerate o categorie literară separată de poveștile Jataka „oficiale”, care au fost introduse în canon (mai mult sau mai puțin oficial) din secolul al V-lea (sau chiar mai devreme) - așa cum se atestă în numeroase dovezi epigrafice și arheologice, cum ar fi ilustrațiile în basorelief din zidurile templelor antice.

### Citări
1. ↑  Little, Williams. Onions, C.T., editors (1955). The Oxford Universal Dictionary. Oxford University Press.
2. 1 2  Bromiley, Geoffrey William, ed. (2009). „Apocrypha”. The International Standard Bible Encyclopedia (ed. 2). Grand Rapids, Michigan: W.B. Eerdmans.
3. ↑  „Apocrypha - Definition”. merriam-webster.com.
4. 1 2 3 4  McDonald, Lee Martin (2009). Forgotten Scriptures: The Selection and Rejection of Early Religious Writings. Louisville, KY 40202-1396: Westminster John Knox Press. pp. 11–33. ISBN 978-0664233570. Accesat în 24 noiembrie 2015.
5. ↑  New Catholic Encyclopedia. 3. , Washington, DC 20064: Catholic University of America. 2003. pp. 20, 26.
6. ↑  Coogan, Michael David (2007). The New Oxford Annotated Bible with the Apocryphal/Deuterocanonical Books. Oxford, United Kingdom: Oxford University Press. p. 457.
7. ↑  Willett, Herbert Lockwood (21 aprilie 2018). „The Popular and Critical Bible Encyclopædia and Scriptural Dictionary: Fully Defining and Explaining All Religious Terms, Including Biographical, Geographical, Historical, Archæological and Doctrinal Themes, Superbly Illustrated with Over 600 Maps and Engravings”. Howard-Severance Company. Accesat în 21 aprilie 2018.
8. ↑  Hastings, James (2014). A Dictionary of the Bible: Volume I (Part I: A -- Cyrus). The Minerva Group, Inc. p. 116. ISBN 9781410217226.
9. 1 2 3 4 5 6 7 8 9  Charles 1911.
10. ↑  Seidel, Anna. "Imperial treasures and Taoist sacraments", in M. Strickmann, ed., Tantric and Taoist Studies in Honor of Rolf A. Stein, II, Bruxelles, Institut belge des hautes etudes chinoises. pp. 291-371.
11. ↑  „Origen on the Canon”. BibleResearcher.com. Accesat în 29 noiembrie 2015.
12. ↑  „John Wycliffe's Translation”. nnu.edu. Arhivat din original la 4 iulie 2007. Accesat în 3 decembrie 2019.
13. ↑  „THE WESTMINSTER CONFESSION OF FAITH”. BibleResearcher.com. Accesat în 29 noiembrie 2015.
14. ↑  Blocher, Henri (2004). „Helpful or Harmful? The "Apocrypha" and Evangelical Theology”. European Journal of Theology (13.2): 81–90.
15. ↑  Webster, William. „The Old Testament Canon and the Apocrypha Part 3”. Arhivat din original la 13 decembrie 2015. Accesat în 29 noiembrie 2015.
16. ↑  Shamoun, Sam. „Are The Jewish Apocrypha Inspired Scripture? Pt. 4”. Answering Islam - A Christian-Muslim dialog. Answering Islam. Accesat în 29 noiembrie 2015.
17. ↑  „SADDUCEES”. jewishencyclopedia.com.
18. ↑  The Old Testament Canon Arhivat în 6 decembrie 2007, la Wayback Machine.
19. ↑  Ethiopian Orthodox Old Testament Arhivat în 31 decembrie 2007, la Wayback Machine.
20. ↑  The Style Manual for the Society of Biblical Literature recommends the use of the term deuterocanonical literature instead of apocrypha in academic writing, although not all apocryphal books are properly deuterocanonical.
21. ↑  Clontz, T.E. and J., "The Comprehensive New Testament", Cornerstone Publications (2008), ISBN: 978-0-9778737-1-5
22. ↑  Software, Accordance Bible. „New Release: Comprehensive Bible Cross References”. Accordance Bible Software. Accesat în 21 aprilie 2018.
23. 1 2 3  Wegner, Paul D. (2004). The Journey from Texts to Translations: The Origin and Development of the Bible. Baker Academic. p. 14. ISBN 978-0801027994.
24. ↑  Beckwith, Roger T. (1 noiembrie 2008). The Canon of the Old Testament (PDF). Eugene, OR: Wipf & Stock Pub. pp. 62, 382–83. ISBN 978-1606082492. Accesat în 23 noiembrie 2015.
25. ↑  Ellis, E. E. (1992). The Old Testament in Early Christianity. Ada, MI 49301: Baker. pp. 34–35.
26. ↑  Archer, Jr, Gleason (2007). A survey of Old Testament introduction (ed. [Rev. and expanded].). Chicago, IL: Moody Press. pp. 75–86. ISBN 978-0802484345.
27. ↑  Biddle, Martin Hengel with the assistance of Roland Deines; introd. by Robert Hanhart; transl. by Mark E. (2004). The Septuagint as Christian Scripture : its prehistory and the problem of its canon (ed. North American paperback). Grand Rapids: Baker Academic. pp. 57–59. ISBN 080102790X.
28. ↑  Davies, Philip R. (1 septembrie 2013). Rethinking Biblical Scholarship: Changing Perspectives 4. Routledge. p. 225. ISBN 978-1844657278.
29. ↑  Newman, Robert C. „THE COUNCIL OF JAMNIA AND THE OLD TESTAMENT CANON” (PDF). Gordon Faculty Online. Gordon College. Arhivat din original (PDF) la 5 martie 2016. Accesat în 23 noiembrie 2015.
30. ↑  „Correspondence of Augustine and Jerome concerning the Latin Translation of the Scriptures”. bible-researcher.com.
31. ↑  Knight, Kevin. „. Canon of the Old Testament”. New Advent. The Catholic Encyclopedia. Accesat în 26 noiembrie 2015.
32. ↑  Lienhard, S.J. A.B., Joseph. The Bible, the Church, and Authority. Collegeville, Minnesota: Fordham University. p. 59.
33. ↑  BURKITT, F. C. „THE DECRETUM GELASIANUM”. tertullian.org. Accesat în 26 noiembrie 2015.
34. ↑  bible-researcher.com. „Athanasius on the Canon”. Accesat în 26 noiembrie 2015.
35. ↑  Jedin, Hubert (1947). Papal Legate At The Council Of Trent. St Louis: B. Herder Book Co. pp. 270–271.
36. ↑  Wicks, Jared (1978). Cajetan Responds: A Reader in Reformation Controversy. Washington: The Catholic University Press of America.
37. ↑  Metzger, Bruce (1957). An Introduction to the Apocrypha. New York: Oxford. p. 180.
38. ↑  Catholic Encyclopedia (1908). Canon of the Old Testament. New York: Robert Appleton Company.
39. ↑  H. Tavard,, George (1959). Holy Writ or Holy Church. London: Burns & Oates. pp. 16–17.
40. ↑  Hiers, Richard H. (1 octombrie 2001). The Trinity Guide to the Bible. Norcross, GA 3007: Trinity Press International. p. 148. ISBN 1563383403. Accesat în 23 noiembrie 2015.
41. ↑  „The Old Testament Canon and Apocrypha”. BibleResearcher. Accesat în 27 noiembrie 2015.
42. ↑  Seidel, Anna. "Imperial treasures and Taoist sacraments", in M. Strickmann, ed., Tantric and Taoist Studies in Honor of Rolf A. Stein, II, Bruxelles, Institut belge des hautes etudes chinoises. 291–371.
43. ↑  (Phra), Hōrāthibō̜dī; Siam), Nārāi (King of; Prince Paramānuchit Chinōrot (Son Of Phutthayō̜Tfā Čhulālōk, King of Siam (1993). The Tale of Prince Samuttakote. ISBN 9780896801745.
44. ↑  Sengpan Pannyawamsa (2007). "The Tham Vessantara-jAtaka: A Critical Study of the Tham Vessantara-jAtaka and its Influence on Kengtung Buddhism, Eastern Shan State, Burma." Arhivat în 4 octombrie 2018, la Wayback Machine. PhD Thesis.

## Legăturiexterne
- Blogul lui Alin Suciu despre scrieri apocrife copte
- Lucrările apocrife Arhivat în 11 februarie 2021, la Wayback Machine. se găsesc la secțiunea „Religie” pe site-ul e.Lib.
- Noncanonical Literature
- Complete NT Apocrypha este considerată a fi cea mai mare colecție online de texte apocrife ale Noului Testament
- Cărțile deuterocanonice - Text luat integral de pe site-ul Bisericii Sf. Takla Haimanot din Mănăstirea Debre (cu text complet și în arabă)
- LDS Bible Dictionary - Apocrypha – Definiția și punctul de vedere al Bisericii lui Isus Hristos a Sfinților din Zilele din Urmă, inclusiv scurte descrieri ale cărților.
- Aldenicum The Trilogy, o perspectivă necanonică (apocrifă) asupra vieții și realității.
- Christian Cyclopedia article on Apocrypha
- New Testament Allusions to Apocrypha and Pseudepigrapha Arhivat în 14 octombrie 2007, la Wayback Machine.
- Canon Comparison Chart
- Schem, A. J. (1879). „Apocrypha”. The American Cyclopædia."Apocrypha" . The American Cyclopædia.

 „Apocrypha”. New International Encyclopedia. 1905.New International Encyclopedia. 1905.
- Apocrypha carte audio din domeniul public la LibriVox
- EarlyChristianWritings.com O listă cronologică a cărților și scrisorilor din creștinismul primelor secole, ce conține și cărți incomplete, canonice, apocrife și gnostice. Multe au linkuri către traduceri în engleză.